# Elefantfører
 Der er for få eller ingen kildehenvisninger i denne artikel, hvilket er et problem. Du kan hjælpe ved at angive troværdige kilder til de påstande, som fremføres i artiklen.

Elefantfører, elefantdriver, mahout eller nyere mahut er en jobtitel, som har eksisteret i Asien gennem århundreder. I tidligere tider var det forbundet med stor status at være mahoot, men i de sidste årtier har behovet for sådanne tjenester været stærkt dalende. Mange mahooter har derfor måttet finde sig andet arbejde for at brødføde familien.
Ordet mahoot stammer fra ordene mahaut og mahavat på hindi, som begge stammer fra ordet mahamatra (sanskrit), der betyder den med store mål (som i fysisk stor). I Myanmar kalder man denne profetion for oozie, mens man siger kao-chang i Thailand.
Mahooterne er drivere, røgtere og dressører af elefanter. Arbejdet er traditionelt gået i arv fra far til søn, og oplæringen til mahoot er begyndt på drengestadiet. Hans vigtigste arbejdsredskab er en stav med brod, som kaldes anlius eller ankusha. Mahootene bruger staven til at signalere kommandoer til elefanterne gennem at prikke brodden på bagsiden af elefantens hoved (fra øre til øre).
Mahooterne kan siges at være fortidens sværtransportschaufører. Deres vigtigste opgaver har været at indfange unge elefantkalve, træne og dressere dem til at udføre bestemte handlinger på kommando, føre og kontrollere dem på job og pleje dem efter udført tjeneste. At være mahoot er derfor en fuldtidsbeskæftigelse. Professionen har haft stor betydning i dele af Asien, særligt Syd- og Sydøstasien.
Mahooterne har traditionelt udnyttet elefanternes enorme styrke og fremkommelighed til at udføre handlinger, det ellers ikke ville være muligt at gennemføre, selv ikke med kraftige motoriserede køretøjer. Deres tjenester har især været vigtige for tømmerindustrien i Asien, men også for en række andre markeder. De har udført opgaver for såvel kongelige som almindelige folk, herunder også jagt på eksotiske, vilde dyr som eksempelvis tiger. I dag omfatter mahooternes opgaver også safarieri og turisme.
Elefanten kan komme frem, hvor motoriseret færdsel er umulig eller meget vanskelig. Elefantens kan løfte tungt og trække tunge læs, eksempelvis tømmer. Dyret bruger snablen og stødtænderne til at løfte med. Styret af mahooter kan de også samarbejde om at løfte særligt tunge genstande, for eksempel store stokke af teak.
| Job | Spire Denne artikel om et job eller en stillingsbetegnelse er en spire som bør udbygges. Du er velkommen til at hjælpe Wikipedia ved at udvide den. |